# Michelle Salzman
Michelle Salzman (de soltera Hisle; 5 de julio de 1977) es una política estadounidense, afiliada al Partido Republicano. Actualmente, se desempeña como miembro de la Cámara de Representantes de Florida por el 1.º distrito.

## Primeros años y educación
Salzman se crio en Pensacola, Florida. Después de graduarse de la escuela secundaria en 1995, se unió al ejército cuando tenía 17 años para «escapar de un hogar abusivo». Su padre era alcohólico y su madre se había vuelto adicta a los opioides cuando estaba en la escuela secundaria. Sirvió como parte de las fuerzas de la OTAN en Bosnia. De regreso en Pensacola, se convirtió en bailarina exótica para mantener a su familia y, finalmente, pudo comprar una residencia. También volvió a la escuela para obtener su título de Asociado en Ciencias Aplicadas del Pensacola State College.
Salzman obtuvo su Licenciatura en Ciencias en Administración de Empresas de la Universidad de Florida Occidental.

## Resultados electorales

#### 3 de noviembre de 2020
| 1.º distrito de la Cámara de Representantes de Florida | 1.º distrito de la Cámara de Representantes de Florida | 1.º distrito de la Cámara de Representantes de Florida | 1.º distrito de la Cámara de Representantes de Florida | 1.º distrito de la Cámara de Representantes de Florida |
| Candidato                                              | Candidato                                              | Partido                                                | Votos                                                  | %                                                      |
| ------------------------------------------------------ | ------------------------------------------------------ | ------------------------------------------------------ | ------------------------------------------------------ | ------------------------------------------------------ |
|                                                        | Michelle Salzman                                       | Republicano                                            | 57,363                                                 | 65,30                                                  |
|                                                        | Franscine C. Mathis                                    | Demócrata                                              | 30,485                                                 | 34,70                                                  |
|                                                        |                                                        |                                                        |                                                        |                                                        |
| Total                                                  | Total                                                  | Total                                                  | 87,848                                                 | 100                                                    |
|                                                        |                                                        |                                                        |                                                        |                                                        |
| Fuente:                                                |                                                        |                                                        |                                                        |                                                        |

## Vida personal
Salzman se ha casado en dos oportunidades. Tiene dos hijos de su primer matrimonio y con su actual marido, Phillip Salzman, tiene un tercer hijo.

## Polémica: Llamado a Muerte de Palestinos y Retractación
El 9 de noviembre de 2023, la representante estatal demócrata Angie Nixon, quien presentó una resolución solicitando un alto el fuego en la Guerra entre Israel y Gaza y la liberación de rehenes por parte de Hamás, rompió a llorar ante el creciente número de víctimas civiles en Gaza. Nixon preguntó a los presentes en la Cámara de Florida: "Hemos llegado a 10 000 palestinos muertos, ¿cuántos serán suficientes?". Salzman interrumpió diciendo: "Todos ellos". Nixon respondió mencionando su comentario, diciendo: "Una de mis colegas acaba de decir todos ellos, wow". Salzman inicialmente calificó la controversia como "falsa", pero luego dijo en un comunicado: "Lamento enormemente cualquier insinuación, por mínima que sea, de que querría borrar a toda una comunidad. Mis comentarios iban sin remordimientos dirigidos al régimen de Hamás; nunca dije Palestina."